# Ḩaqqeh
Ḩaqqeh (persiska: حقه) är en ort i Iran.   Den ligger i provinsen Kurdistan, i den nordvästra delen av landet, 400 km väster om huvudstaden Teheran. Ḩaqqeh ligger 1 993 meter över havet och antalet invånare är 102.
Terrängen runt Ḩaqqeh är huvudsakligen platt, men västerut är den kuperad.Runt Ḩaqqeh är det ganska tätbefolkat, med 58 invånare per kvadratkilometer. Närmaste större samhälle är Amrowleh, 7,6 km nordväst om Ḩaqqeh. Trakten runt Ḩaqqeh består i huvudsak av gräsmarker.